# Percenna
Percenna (o Percena) è una località nel comune italiano di Buonconvento, nella provincia di Siena, in Toscana.

## Storia
Percenna fu un antico comune del contado senese, sede di un castello che si sottomise alla Repubblica di Siena nel 1212, per volere degli stessi abitanti e dell'abate di Sant'Antimo. Il borgo fu destinato dallo Stato senese ad accogliere la residenza del vicario maggiore, e nello statuto di Siena del 1310 infatti è ricordata l'esistenza del vicariato di Percena, detto anche "delle Sette Terre", che comprendeva oltre alla località di Percena anche quelle di Buonconvento, Torrenieri, Lucignano d'Asso, San Giovanni d'Asso, Monterongriffoli, Vergelle, Chiusure, Chiatina, Badia Ardenga, Castiglione del Bosco, Bibbiano, Piana, Saltennano, Ponte d'Arbia, Serravalle, Montauto Giuseppi, Quinciano, Lucignano d'Arbia, Monteroni, San Martino in Grania.
In un documento dell'11 febbraio 1333 rogato a Castelnuovo dell'Abate è menzionato un certo Pepone da Percena, mentre in due strumenti dell'abbazia di San Salvatore al Monte Amiata del 16 giugno 1342 viene nominata la prepositura di San Lorenzo a Percena e i suoi possedimenti nella limitrofa comunità di Chiusure.
Nel corso del XIV secolo Percenna perse di importanza, permettendo l'ascesa della vicina Buonconvento, che la sostituì quale centro principale del territorio: l'erezione delle mura di Buonconvento risale alla fine del secolo, al 1371.
Nel 1833 la frazione di Percenna contava 546 abitanti.

## Monumenti e luoghi d'interesse
Al centro del borgo sorge la chiesa di San Lorenzo, già sede parrocchiale e prepositura. Risalente al periodo alto-medievale e citata nel 1212, è stata ristrutturata nel 1830 dopo anni di abbandono da parte del nobile senese Giulio del Taja.
Percenna è servita da un proprio cimitero.